# Takashi Irie
Takashi Irie (japonès: 入江隆)  (Hokota, 10 de maig de 1958) és un lluitador japonès, ja retirat, especialista en lluita lliure, guanyador d'una medalla olímpica.
El 1984 va prendre part en els Jocs Olímpics d'Estiu de Los Angeles, on guanyà la medalla de plata en la competició del pes mini mosca del programa lluita lliure.
En el seu palmarès també destaquen dues medalles als Jocs Asiàtics, d'or el 1978 i de bronze el 1986, i una medalla d'or als Campionats Asiàtics de Lluita, el 1979.